# Maria Mendonça
Maria Vieira de Mendonça (Itabaiana, 10 de março de 1954) é uma política brasileira. filiada ao PDT e Deputada Estadual por Sergipe.